# Kayna
Kayna – dzielnica miasta Zeitz w Niemczech, w kraju związkowym Saksonia-Anhalt, w powiecie Burgenland, należąca do wspólnoty administracyjnej Zeitzer Land. Do 30 czerwca 2009 Kayna było samodzielną gminą.
Dzielnica Kayna leży w południowo-wschodniej części Zeitz.